# Corto Maltese (revista)
Corto Maltese foi uma revista em quadrinhos italiana publicada de 1983 a 1993 por Milano Libri Edizioni, um selo da Rizzoli. A revista recebeu o nome do famoso personagem homônimo criado por Hugo Pratt. Durante sua vida editorial, publicou quadrinhos dos melhores autores da cena internacional do período, italianos e estrangeiros.

## História editorial
Após o encerramento da alterlinus, Milano Libri, ex-editor da linus, ainda queria tentar novamente propor uma publicação dedicada às histórias em quadrinhos para um público culto e exigente.
O papel de diretor responsável foi confiado a Fulvia Serra, criadora da revista e que, de 1981 a 1995, também dirigiu a linus, a histórica revista de quadrinhos e cultura italiana. Na revista, autores e quadrinhos internacionais foram publicados. As primeiras edições continham principalmente histórias de importantes autores italianos como Andrea Pazienza, Guido Crepax, Hugo Pratt, Milo Manara e Altan; com o tempo, autores estrangeiros de prestígio como Moebius, Frank Miller, Dave McKean e Alan Moore apareceram. Durante a sua existência, foram criadas e publicadas inserções de vários tipos, algumas das quais trouxeram Man of Steel, V de Vendetta, Watchmen e Black Orchid para a Itália. De 1988 a 1993, em muitas edições da revista, houve inserções com histórias de autores ingleses como Neil Gaiman e Alan Moore. O grande formato da revista tornou possível reproduzir melhor as histórias em quadrinhos cujas histórias eram geralmente publicadas em parcelas em várias edições. A revista deixou de ser publicada em julho de 1993 após uma década em que havia oferecido quadrinhos de qualidade, mas, apesar disso, também foi forçada a fechar como muitas outras revistas de quadrinhos da época, incapaz de suportar a competição dos quadrinhos mais populares com os custos mais baixos.